# Château de Gruffy
Le château de Gruffy est un ancien château comtal, dont il ne reste que quelques vestiges, qui se dressait sur la commune de Gruffy dans le département de la Haute-Savoie, en région Auvergne-Rhône-Alpes.

## Situation
Le château de Gruffy se situe en Albanais, dans le comté de Genève, au-dessus du bourg d'Alby et de son château, également possession de la maison de Genève. Il se situe également à proximité de l'entrée du massif des Bauges, qui appartient au comté de Savoie.

## Historique

### Propriétaires successifs du château
Les premières mentions d'un seigneur de Gruffy remontent à la fin du XIIIe siècle. L'évêque Robert de Genève est qualifié de seigneur de Rumilly en Albanais et de Gruffy, dans un acte du 1er avril 1280, et un membre de la famille de Conzié lui prête hommage pour des possessions dans la seigneurie en 1278, puis de Villette en 1279,. En 1316, Guillaume III de Genève rend hommage au Dauphin Jean II de Viennois pour son comté et notamment sa terre de Gruffy.
Le 5 janvier 1326, le comte de Genève Amédée inféode le château à Jean Métral, dit de Desingy, un acte possédé par les archives départementales de la Haute-Savoie.
Mathilde d'Auvergne, dite aussi « de Boulogne », épouse du comte Amédée III de Genève, garde son douaire à la mort de son mari, ainsi que la châtellenie et le château de Gruffy, ajoutés en 1367.
Le château est l'un des derniers à entrer dans le domaine de la maison de Savoie, à la suite de l'acquisition du comté de Genève en 1401. En effet, il fait partie de l'héritage de Blanche, fille du comte Amédée III de Genève qui le garde jusqu'en 1413. Cette dernière a épousé le Hugues II de Chalon-Arlay, vicomte de Besançon (1362-1392), vicaire impérial (1364-1392), en 1363. Sa nièce Mathilde de Savoie devient son héritière en 1409. Le comte de Savoie opère pour récupérer les derniers droits de cette famille et propose leur rachat,,. Le tuteur de Mathilde, alors mineure et orpheline, son oncle Louis de Savoie-Achaïe, accepte le rachat. Le contrat entre l'héritière et le duc est signé le 11 janvier 1417,,.
En 1419, Amédée VIII, devenu duc en 1416, inféode la seigneurie à Jehan/Jean de Compey,. Il reste dans la famille jusqu'en 1522,. Cette possession est d'ailleurs à l'origine de la branche cadette des Compey-Gruffy. 
En 1522, François de Compey vend la seigneurie à deux membres de la famille Mareschal.
En 1563, le château entre dans le giron de la famille de Menthon, branche de la Balme. Le chanoine François Coutin (1937) indique cependant que Jacques de Menthone de La Balme est déjà dit seigneur de Gruffy en 1560. Le fief de Gruffy est élevé en baronnie au bénéfice de Jean-Baptiste de Menthon (1651-1722).
Le duché de Savoie est envahi par les troupes révolutionnaires françaises en 1792, mais le château reste en possession du baron de Gruffy.
En 1817, le château passe à la famille de Livet grâce au mariage du baron de Livet avec la fille de Bernard-Joseph de Menthon, conseiller-capitaine de la ville d'Annecy

### Seigneurie de Gruffy
Une étude du chanoine Coutin (1937) permet de décrire la seigneurie de l'année 1470 : la montagne de Semnoz par indivis avec Janus de Savoie ; des vignes à Grésy ; la ferme de Champeire et Missellenie ; le péage de Gruffy ; les rentes rières Gruffy, Mures, Viuz et divers lieux de la châtellenie ; une maison à Lestrat, une maison haute, située aux Barraux.

### Châtellenie de Gruffy
Le château de Gruffy est le siège d'une petite châtellenie, dit aussi mandement (mandamentum),. Il s’agit plus particulièrement d’une châtellenie comtale, relevant directement du comte de Genève,. Le mandement comprend Gruffy, les paroisses de Mûres et de Viuz, ainsi que la montagne du Semnoz. Il passe sous domination savoyarde au XVe siècle avec le comté de Genève.
Le châtelain est un « [officier], nommé pour une durée définie, révocable et amovible »,. Il est chargé de la gestion de la châtellenie, il perçoit les revenus fiscaux du domaine, et il s'occupe de l'entretien du château.
Au cours de la période savoyarde, les comptes de châtellenie, conservés aux Archives départementales de la Savoie, concernent la période de 1400 à 1499. Sont mentionnés seulement les comptes d'Olivier, bâtard de Genève, fils du comte Aymon III de Genève, pour la période du 22 décembre 1417 au 12 janvier 1420.

## Description

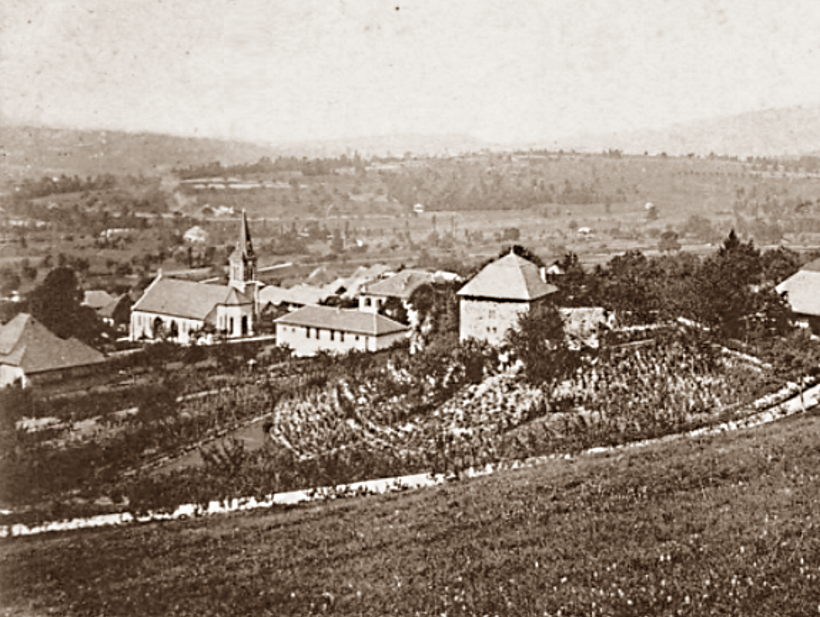
Carte postale du château de Gruffy, vers 1900

De l'ancienne forteresse il reste principalement une tour quadrangulaire en forme d'éperon au sud. Elle est transformée en maison d'habitation.
Une tour circulaire peut être identifiée au sud-ouest.
Une portion de l'ancien rempart subsiste sur quelques dizaines de mètres de longueur.
Une grande partie des pierres du château a été réemployé à Alby-sur-Chéran et aux alentours.
Le curé Dufour, lors d'une visite en 1824, mentionnée dans la Revue de Savoie, en donne la description suivante :

« Il existe à Gruffy les ruines d'un ancien château encore debout en 1797. (...) Le donjon était une tour très élevée dont le parement était du pied jusqu'au sommet en pierres de taille et qu'on a restauré en maçonnerie. Ce château, avant sa décadence, était flanqué de quatre tours crénelées dont le donjon était la plus élevée et était dessus le retranchement. (...) Le château était défendu au levant par un large et profond fossé. (...) L'entrée du château était au nord. »

### Fonds d'archives
- Série : Comptes des châtellenies (1400-1499). Fonds : Comptes de châtellenie et de subsides; Cote : SA 11846-11850. Chambéry : Archives départementales de la Savoie (présentation en ligne).« Châtellenie de Gruffy »
- Série : Comptes des châtellenies (XIIIe siècle-XVIe siècle). Fonds : Inventaire-Index des comptes de châtellenie et de subsides; Cote : SA. Chambéry : Archives départementales de la Savoie (présentation en ligne).p. 368-370, « Châtellenie de Gruffy »